# Space TV
Space TV — один из частных телеканалов Азербайджана, запущенный 12 октября 1997 года.

## История
Первая передача телеканал «Space» вышла в эфир 12 октября 1997 года. Сеть вещания состоит из авторских программ, отражающих общественную, политическую и культурную жизнь республики. Помимо ежедневных выпусков новостей и информационно-аналитических программ, Space TV отличается интересными ток-шоу, музыкально-развлекательными, интеллектуальными играми и образовательными программами. До 31 декабря 2007 года, как и другие азербайджанские телеканалы, Space TV транслировал некоторые свои программы на русском языке. Основная новостная программа Space TV — «Каждый день». В настоящее время в компании работает 365 человек. 30 % программной сети составляют программы зарубежного телевидения. Space TV транслировался в среднем 18 часов в сутки.

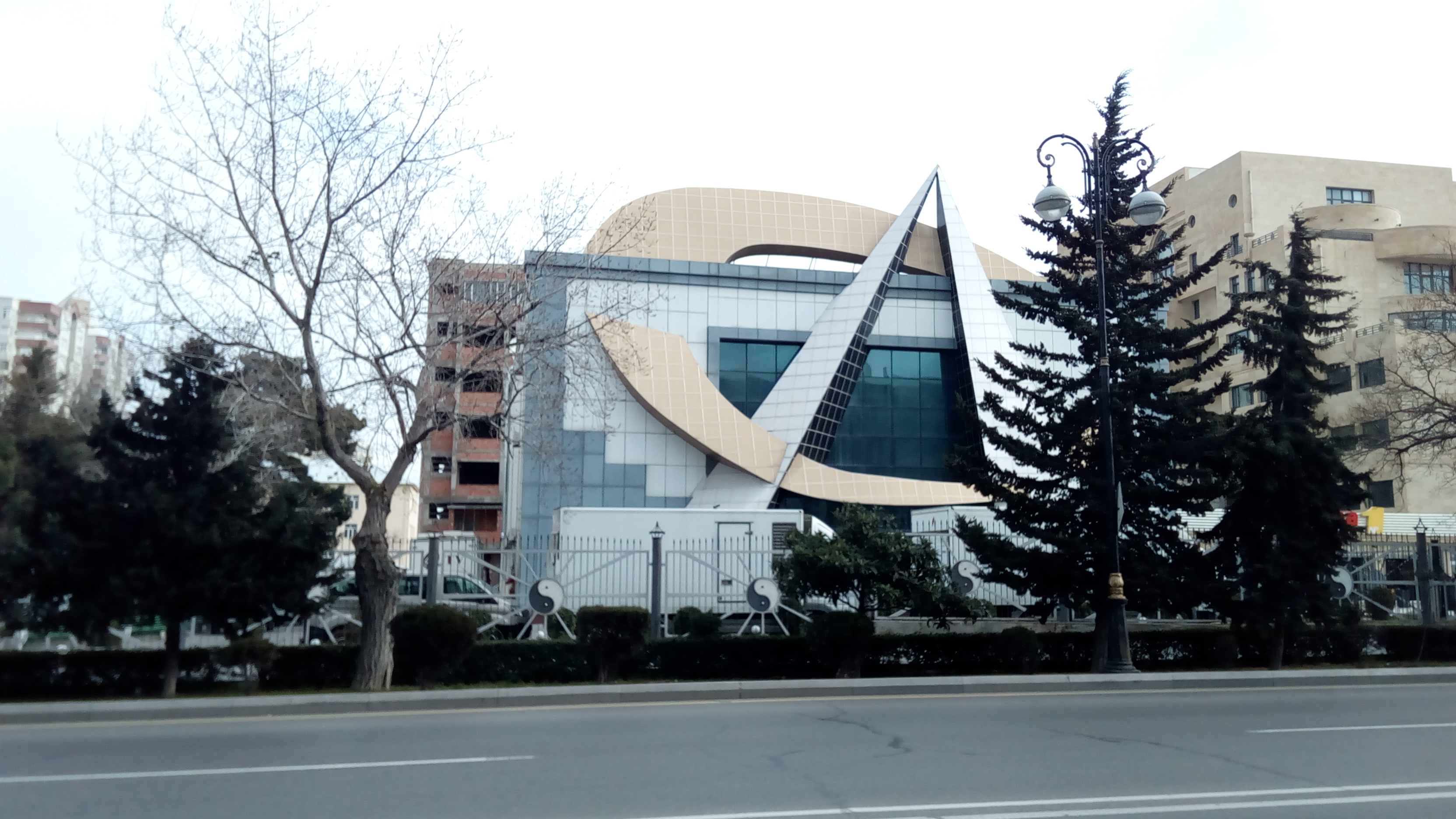
Здание Space TV

26 сентября 2012 года Space TV внёс некоторые изменения в логотип, удалил его из правого нижнего угла экрана и поместил в правый верхний угол экрана. Причина, по которой телеканал не изменил полностью свой логотип, заключалась в том, что автором слова «Space» в логотипе был третий президент Азербайджана Гейдар Алиев.
В 2014 году частично транслировался в формате 16:9.
4 января 2021 года эфирное время канала было увеличено с 18 до 24 часов. Также информационная программа, которая с момента создания работает под названием «Каждый день», была переименована в «Новости Space». С 4 января по 11 октября 2021 года Ранее время трансляции новостей в 09:00, 12:00, 15:00, 18:00 и 20:15 было изменено на 11:00, 14:00, 17:00 и 20:00. С 4 января по 11 октября 2021 года главный выпуск «Новости Space» представит тележурналист Туран Ибрагимов.
13 января 2021 года Space TV перешло на формат HD-вещания в Баку.
С 29 сентября 2021 года логотип телеканала Space TV, который готовился встречать публику своими новинками, также был изменен 9 лет спустя.
С 12 октября 2021 по 2 октября 2022 года новостные трансляции информационной программы «Новости Space» проходили в дневное время в 11:00, 14:00, 17:00 и 20:15. В настоящее время главный выпуск «Новости Space» представляет тележурналист Джейхун Сафар.
С 3 октября 2022 года новостные трансляции информационной программы «Новости Space» проходили в дневное время в 11:00, 14:00, 17:00 и 20:00.
С 4 сентября 2023 года снова изменился логотип компании «Space TV», которая готовится встретить публику своими нововведениями. Логотип вращается в правом верхнем углу в виде глобуса с движущимся словом «Space».

## Приостановка вещания
5 мая 2020 года были нарушены требования статьи 40.2.2.-1 Закона Азербайджанской Республики «О телевидении и радиовещании» публичной трансляцией сцены употребления табачных изделий в художественном фильме «Большой босс». Национальный совет по телевидению и радио, руководствуясь статьей 23.1 того же Закона, своим решением № 6/1 от 6 мая 2020 года приостановил транслирование «Space» 15 мая 2020 года с 23:00 до 00:00 в течение 1 часа. Канал возобновил вещание 16 мая в 00:00.
Требования статьи 35.7 Закона Азербайджанской Республики «О телевидении и радиовещании» были нарушены путем трансляции 18-минутной рекламы с 23:00 до 00:00 13 мая 2020 года. Национальный совет по телевидению и радио, руководствуясь статьей 23.1 того же Закона, своим решением № 8/1 от 20 мая 2020 года приостановил транслирование «Space» 4 июня 2020 года с 08:00 до 11:00 в течение 3 часов. Канал возобновил вещание в 11:00.
23 июля 2020 года с 19:00 до 20:00 требования статьи 35.7 Закона Азербайджанской Республики «О телевидении и радиовещании» были нарушены путем трансляции рекламы продолжительностью 20 минут 48 секунд. Национальный совет по телевидению и радио, руководствуясь статьей 23.1 того же Закона, своим решением № 9/1 от 4 августа 2020 года 10 августа 2020 года с 08:00 до 11:00 приостановил транслирование «Space» в течение 3 часов. Канал возобновил вещание в 11:00.
Требования статьи 12.1.8 Закона Азербайджанской Республики «О рекламе» в связи с демонстрацией видеоролика об энергетических напитках во время передачи для детей «Маленькие гурманы», которая транслировалась 23 апреля 2022 года с 17:47 до 18:23. Аудиовизуальный совет, руководствуясь статьей 14.1.1 того же Закона, своим решением № 4/1 от 27 апреля 2022 года приостановил транслирование «Space» 5 мая 2022 года с 08:00 до 11:00 в течение 3 часов. Канал возобновил вещание в 11:00.
Требования статьи 14.1.5 Закона Азербайджанской Республики «О СМИ» в связи с демонстрацией насилие и просьба о жестокости не должна быть допущена во время передачи «Приходи, поговорим», которая транслировалась 14 ноября 2022 года с 12:00 до 14:45. Аудиовизуальный совет, руководствуясь статьей 41.1.1 и 41.5 того же Закона, своим решением № 17/1 от 16 ноября 2022 года приостановил транслирование «Space» 17 ноября 2022 года с 12:00 до 15:00 в течение 3 часов. Канал возобновил вещание в 15:00.

## Руководство
«Space» находился под руководством Эльдара Намазова с 1997 по 2001 год. С 2001 по 2006 год Space возглавлял Этибар Бабаев. С 2006 года телекомпанию возглавлял кинорежиссёр Вагиф Мустафаев. 5 февраля 2021 года Вагиф Мустафаев был освобождён от занимаемой должности.
5 февраля 2021 года новой главой Space TV был назначен зять Рашида Бейбутова и директор Фонда имени легендарного певца Камиль Шахвердиев. Гасан Абдуллаев, который с тех пор занимал руководящую должность в ATV, также начал работать на Space TV со своей командой.
7 февраля 2023 года новой главой Space TV был назначен актёр команды КВН «Парни из Баку» — Вадо Коровин.